# Chelsea (Michigan)
Chelsea é uma vila localizada no estado americano de Michigan, no Condado de Washtenaw.

## Demografia
Segundo o censo americano de 2000, a sua população era de 4398 habitantes.
Em 2006, foi estimada uma população de 4946, um aumento de 548 (12.5%).

## Geografia
De acordo com o United States Census Bureau tem uma área de
8,8 km², dos quais 8,7 km² cobertos por terra e 0,1 km² cobertos por água. Chelsea localiza-se a aproximadamente 289 m acima do nível do mar.

## Localidades na vizinhança
O diagrama seguinte representa as localidades num raio de 20 km ao redor de Chelsea.